# کنتارو شیمیزو
کنتارو شیمیزو (انگلیسی: Kentaro Shimizu؛ زادهٔ ۱۱ اکتبر ۱۹۵۲) بازیگر، و خواننده اهل ژاپن است.